# Тереза Мігалікова
Тереза Мігалікова (словац. Tereza Mihalikova / [ˈtereza ˈmiɦaliːkɔʋaː]; нар. 2 червня 1998, Топольчани, Нітранський край) — словацька тенісистка.

## Життєпис
Народилася 2 червня 1998 року.
У тенісі з шести років. Починала тренуватися у Торстена Пешке. На юніорському рівні вона виграла Відкритий чемпіонат Австралії як в одночному так і в парному розряді.

## Фінали турнірів WTA

### Парний розряд: 7 (2 титули)
| Легенда          |
| ---------------- |
| Grand Slam (0–0) |
| WTA 1000 (0–1)   |
| WTA 500 (1–0)    |
| WTA 250 (1–4)    |

| За поверхнею |
| ------------ |
| Хард (1–3)   |
| Грунт (0–0)  |
| Трава (1–2)  |
| Килим (0–0)  |

| Результат | В–П | Дата     | Турнір                       | Статус   | Поверхня | Партнерка           | Супротивниці                               | Рахунок           |
| --------- | --- | -------- | ---------------------------- | -------- | -------- | ------------------- | ------------------------------------------ | ----------------- |
| Перемога  | 1–0 | Вер 2021 | Slovenia Open, Словенія      | WTA 250  | Хард     | Ганна Калінська     | Александра Крунич Леслі Паттінама Керкгове | 4–6, 6–2, [12–10] |
| Поразка   | 1–1 | Вер 2022 | Slovenia Open, Словенія      | WTA 250  | Хард     | Крістіна Букша      | Марта Костюк Тереза Мартінцова             | 4–6, 0–6          |
| Поразка   | 1–2 | Чер 2023 | Rosmalen Open, Нідерланди    | WTA 250  | Трава    | Вікторія Грунчакова | Аояма Сюко Ена Сібахара                    | 3–6, 3–6          |
| Поразка   | 1–3 | Лют 2024 | Transylvania Open, Romania   | WTA 250  | Хард (i) | Гаррієт Дарт        | Кеті Макнеллі Ейджа Мухаммад               | 3–6, 4–6          |
| Поразка   | 1–4 | Чер 2024 | Rosmalen Open, Нідерланди    | WTA 250  | Трава    | Олівія Ніколлз      | Інгрід Ніл Бібіане Схофс                   | 6–7(6–8), 3–6     |
| Поразка   | 0–1 | Бер 2025 | Indian Wells Open, США       | WTA 1000 | Хард     | Олівія Ніколлз      | Ейджа Мухаммад Демі Схюрс                  | 2–6, 6–7(4–7)     |
| Перемога  | 1–0 | Чер 2025 | German Open (WTA), Німеччина | WTA 500  | Трава    | Олівія Ніколлз      | Сара Еррані Джазмін Паоліні                | 4–6, 6–2, [10–6]  |

## Фінали турнірів WTA Challenger

### Парний розряд: 7 (3 титули)
| Результат | В–П | Дата     | Турнір                        | Поверхня | Партнерка          | Супротивниці                     | Рахунок             |
| --------- | --- | -------- | ----------------------------- | -------- | ------------------ | -------------------------------- | ------------------- |
| Поразка   | 0–1 | Чер 2021 | Bol Ladies Open, Croatia      | Грунт    | Екатеріне Горгодзе | Альона Большова Катаржина Кава   | 1–6, 6–4, [6–10]    |
| Поразка   | 0–2 | Лип 2021 | Swedish Open, Sweden          | Грунт    | Камілла Рахімова   | Мір'ям Б'єрклунд Леоні Кунг      | 7–5, 3–6, [5–10]    |
| Перемога  | 1–2 | Гру 2021 | Angers Open, France           | Хард (з) | Грет Міннен        | Моніка Нікулеску Віра Звонарьова | 4–6, 6–1, [10–8]    |
| Перемога  | 2–2 | Лип 2022 | Contrexeville Open, France    | Грунт    | Ульрікке Ейкері    | Хань Сіньюнь Олександра Панова   | 7–6(10–8), 6–2      |
| Перемога  | 3–2 | Жов 2022 | Abierto Tampico, Mexico       | Хард     | Алділа Сутдж'яді   | Ешлін Крюгер Елізабет Мендлік    | 7–5, 6–2            |
| Поразка   | 3–3 | Mar 2024 | Charleston Pro, United States | Хард     | Сара Еррані        | Олівія Гадецкі Олівія Ніколлз    | 2–6, 1–6            |
| Поразка   | 3–4 | Тра 2025 | Clarins Open, France          | Грунт    | Олівія Ніколлз     | Ірина Хромачова Фанні Штоллар    | 6–4, 6–7(5), [5–10] |

## Юніорські фінали

### Турніри Великого шолома

#### Одиночний розряд: 2 (1 титул)
| Результат | Рік  | Турнір          | Поверхня | Супротивниця | Рахунок  |
| --------- | ---- | --------------- | -------- | ------------ | -------- |
| Перемога  | 2015 | Australian Open | Хард     | Кеті Свон    | 6–1, 6–4 |
| Поразка   | 2016 | Australian Open | Хард     | Віра Лапко   | 3–6, 4–6 |

#### Пари: 3 (1 титул)
| Результат | Рік  | Турнір          | Поверхня | Партнерка       | Супротивниці                        | Рахунок          |
| --------- | ---- | --------------- | -------- | --------------- | ----------------------------------- | ---------------- |
| Поразка   | 2014 | US Open         | Хард     | Віра Лапко      | Іпек Сойлу Джил Тайхманн            | 7–5, 2–6, [7–10] |
| Поразка   | 2015 | Wimbledon       | Трава    | Віра Лапко      | Гальфі Дальма Фанні Штоллар         | 3–6, 2–6         |
| Перемога  | 2016 | Australian Open | Хард     | Ганна Калінська | Даяна Ястремська Анастасія Зарицька | 6–1, 6–1         |